# Soroko
Soroko est un arrondissement de la commune Banikoara localisé dans le département de l'Alibori au nord du Bénin.

## Histoire
Soroko devient officiellement un arrondissement de la commune de Banikoara, le 27 mai 2013 après la délibération et adoption par l'Assemblée nationale du Bénin en sa séance du 15 février 2013 de la loi n° 2013-O5 du 15/02/2013 portant création, organisation, attributions et fonctionnement des unités administratives locales en République du Bénin.

## Administration
L'arrondissement de Soroko fait partie des 10 que compte la commune Banikoara.
1. Kokey
2. Toura
3. Banikoara
4. Somperekou/Sompérékou
5. Ounet
6. Kokiborou
7. Founougo
8. Goumori
9. Gomparou[3]

L'arrondissement de Soroko comprend quatre villages : Gbeniki, Soroko A, Soroko B et Soroko-Peulh,,,,,.

## Population
Selon le Recensement Général de la Population et de l'Habitation (RGPH4) de l'Institut National de la Statistique et de l'Analyse Economique(INSAE) au Bénin en 2013, la population de Soroko compte 1 129 ménages avec 9 074 habitants :
| Indicateur           | 2013, |
| -------------------- | ----- |
| Nombre de ménages    | 1 129 |
| Population féminine  | 4 482 |
| Population masculine | 4 592 |
| Population totale    | 9 074 |